# Konnersreuth
Konnersreuth (bairisch: Kannaschrad) ist ein Markt im Oberpfälzer Landkreis Tirschenreuth.

## Geografie

### Geografische Lage
Die Gemeinde liegt in der Planungsregion Oberpfalz-Nord an den nordöstlichen Ausläufern des Steinwaldes zwischen Fichtelgebirge und Oberpfälzer Wald nahe der Grenze zu Tschechien und dem Grenzübergang nach der Stadt Cheb (Eger) in Westböhmen.
Zur Planungsregion Oberpfalz Nord gehören die Gemarkungen: Kondrau, Konnersreuth, Pechbrunn  und Pleußen und die Orte Fockenfeld, Groppenheim, Höflas, Grün, Neudorf und Rosenbühl.

### Gemeindegliederung
Es gibt 17 Gemeindeteile (in Klammern ist der Siedlungstyp angegeben):
- Brandmühle (Einöde)
- Dollermühle (Einöde)
- Dornhof (Einöde)
- Fockenfeld (Anstalt)
- Geierhut (Einöde)
- Grün (Dorf)
- Grünmühle (Einöde)
- Höflas (Dorf)
- Konnersreuth (Hauptort)
- Lippertsmühle (Einöde)
- Lodermühle (Weiler)
- Neubau (Einöde)
- Neudorf (Dorf)
- Neuhof (Einöde)
- Rosenbühl (Dorf)
- Schwalbenhof (Einöde)
- Siegelmühle (Einöde)

Es gibt die Gemarkungen Kondrau (nur Gemarkungsteil 0), Konnersreuth, Pleußen (nur Gemarkungsteil 0) und Pechbrunn (nur Gemarkungsteil 0).

## Geschichte

### Bis zur Gemeindegründung
Konnersreuth wurde erstmals im Jahre 1218 in einer Urkunde des Klosters Waldsassen erwähnt, gehörte zur umfangreichen Grundherrschaft des nahe gelegenen Klosters und teilte dessen historisches Schicksal mit Verwüstungen und Glaubenswechseln. 1468 erhielt Konnersreuth das Marktrecht und der Gutshof Fockenfeld, das spätere Kloster Fockenfeld war der Sitz einer Blutgerichtsbarkeit und eines Unteren Gerichts des Klosters Waldsassen. Im Jahre 1556 wurde das Gut Fockenfeld von dem Kurfürsten Ottheinrich von Wittelsbach, der das evangelisch-lutherische Bekenntnis angenommen hatte, säkularisiert und kam in Privatbesitz. In einem Türkensteueranlagebuch der Reichstürkenhilfe des Jahres 1567 (Staatsarchiv Amberg) sind die steuerpflichtigen Ansässigen der Gemeinde Konnersreuth ersichtlich.
Die Familie Sölch (Salich, Solich, Seelch u.ä) war durch Generationen mit beachtlichem Grundbesitz in Konnersreuth, auf der Liebertsmühl bei Konnersreuth (Helene Bruscha, Annelies Sölch: Stammfolge Sölch aus Zettendorf, Kreis Eger in Böhmen, Februar 1993, Seite 24 ff. Eine Kopie des maschinenschriftlichen Manuskripts im Wiener Stadt- und Landesarchiv, Magistratsabteilung 8, Dienststellenleitung) und bis 1647 auf dem Gutshof Fockenfeld ansässig.
Durch eine Verwaltungsreformen im Königreich Bayern vor 1818 entstand die heutige Gemeinde Konnersreuth.

### Therese Neumann
Bekannt wurde Konnersreuth durch die angeblich stigmatisierte Therese Neumann („Resl von Konnersreuth“), Tochter eines Schneiders in Konnersreuth und Bauernmagd. Vor ihrem Tod im Jahre 1962 wurde auf ihre Initiative und mit ihr zugedachten Spendengeldern das Gut Fockenfeld bei Konnersreuth mit dem um das Jahr 1750 ausgebauten Mittelbau, dem Schloss Fockenfeld, von der Fabrikantenfamilie Bahner aus Oberlungwitz in Sachsen gekauft und in dem Gebäudekomplex das Kloster Fockenfeld gegründet.
Das Kloster Theresianum in Konnersreuth entstand nach dem Tod der Therese Neumann, ebenfalls durch Spendengelder finanziert.

### Eingemeindungen
Im Zuge der Gebietsreform in Bayern wurde am 1. Januar 1972 eine Teilfläche der aufgelösten Gemeinde Kondrau mit den Orten Brandmühle, Dollermühle, Dornhof, Geierhut, Grün, Grünmühle, Höflas, Lippertsmühle, Neubau, Neuhof und Siegelmühle eingegliedert. Am 1. Juli 1972 kam ein Teil von Pleußen hinzu.

### Einwohnerentwicklung
- ca. 1780: 954 Einwohner
- 1961: 1923 Einwohner
- 1970: 2031 Einwohner
- 1987: 1825 Einwohner
- 1991: 1857 Einwohner
- 1995: 1944 Einwohner
- 2000: 2012 Einwohner
- 2005: 1974 Einwohner
- 2010: 1900 Einwohner
- 2015: 1805 Einwohner
- 2020: 1708 Einwohner[8]

Zwischen 1988 und 2018 sank die Einwohnerzahl von 1809 auf 1755 um 54 bzw. um 3 %.

## Politik

### Bürgermeister und Marktgemeinderat
Erster Bürgermeister ist seit der Kommunalwahl 2008 Max Bindl (FW).
Der Marktgemeinderat hat 12 Mitglieder:
- CSU 5 Sitze
- Freie Wähler 5 Sitze
- SPD 2 Sitz

Die Gemeindeteile Rosenbühl und Höflas haben jeweils einen Ortssprecher.

### Wappen
| Wappen von Konnersreuth | Blasonierung: „In Silber auf grünem Boden nebeneinander drei grüne Tannenbäume, vor denen ein roter Hirsch springt.“ |
| Wappen von Konnersreuth | Wappenbegründung: Die Bäume, der grüne Boden und der springende Hirsch, der ursprünglich ein Rehbock war, sollten an das Waldgebiet Rehberg erinnern, in dem die Bürger von Konnersreuth Jagdrecht hatten. Abt Nikolaus von Waldsassen verlieh dieses Wappen 1468 zusammen mit dem Marktrecht. Die Darstellung des Tieres variierte im 18. und 19. Jahrhundert; es blieb unklar, ob es sich um einen Rehbock oder einen Hirsch handelt. Ein Wappenfeststellungsverfahren klärte diese Frage 1978 zugunsten des Hirsches. Das Wappen ist seit 1468 bekannt und wurde 1978 erneuert. |

## Kultur und Sehenswürdigkeiten

### Bauwerke
- Geburtshaus der Therese Neumann, ehemals ein bescheidenes Einzelhaus mit einer Handwerksstube der Familie Neumann und ihr Grab auf dem Friedhof in Konnersreuth
- Spätbarocke-Pfarrkirche St. Laurentius mit einem Zwiebelturm
- Schloss Fockenfeld im Kloster Fockenfeld

### Bodendenkmäler
- Burgstall Konnersreuth

### Museum
- Theres-Neumann-Museum

### Galerie Sehenswürdigkeiten

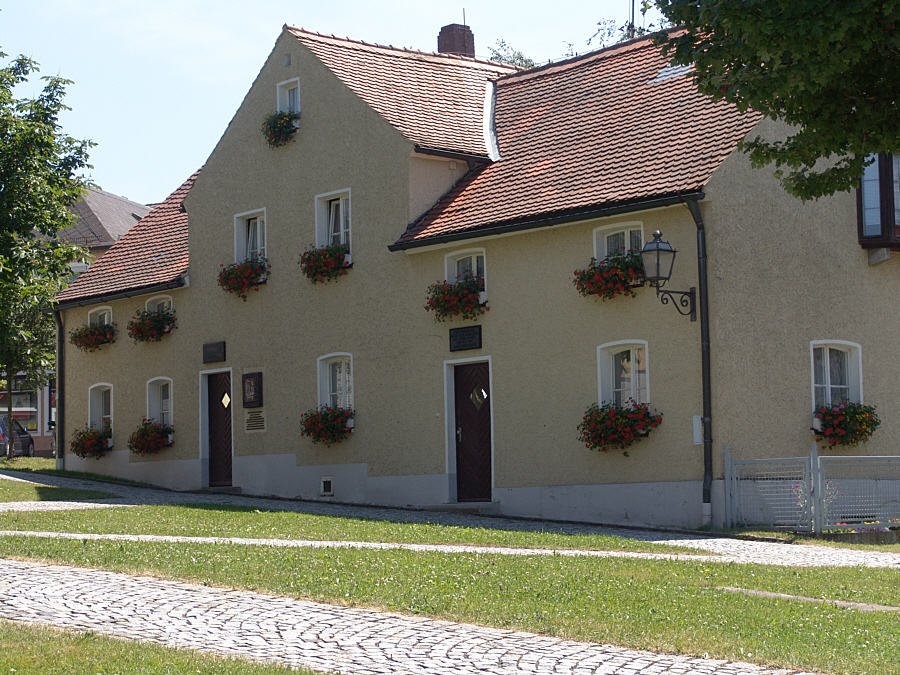
Geburtshaus der Therese Neumann
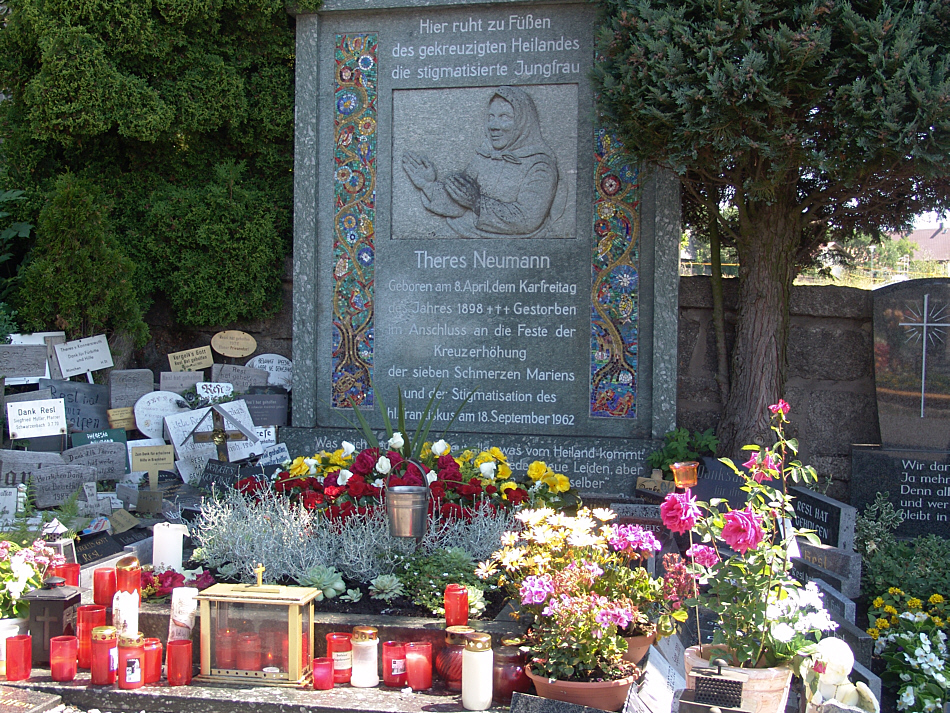
Grabstätte der Therese Neumann
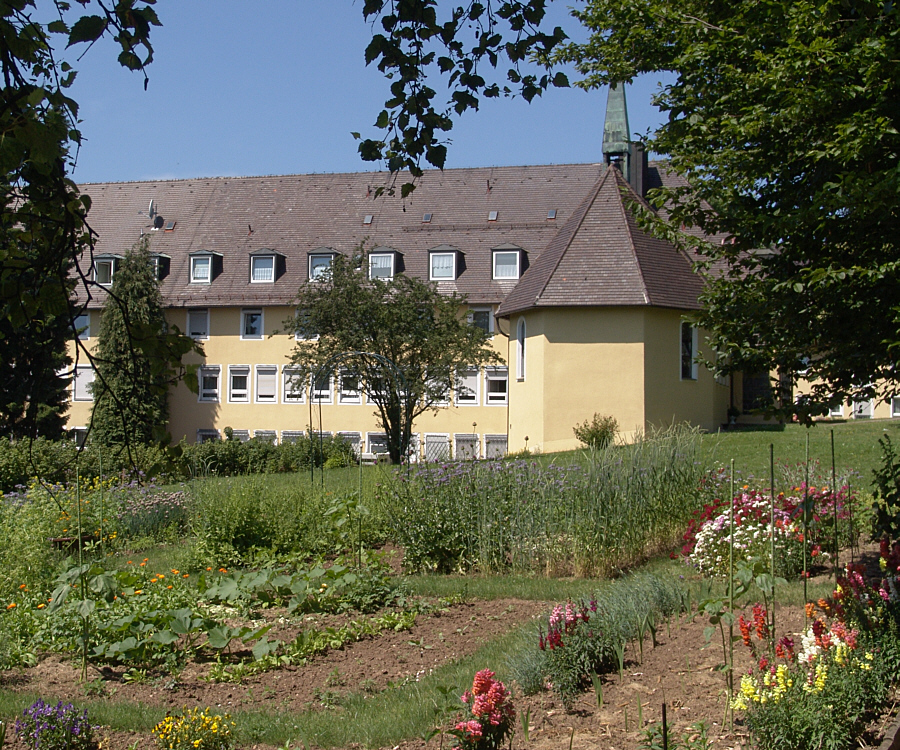
Kloster Theresianum
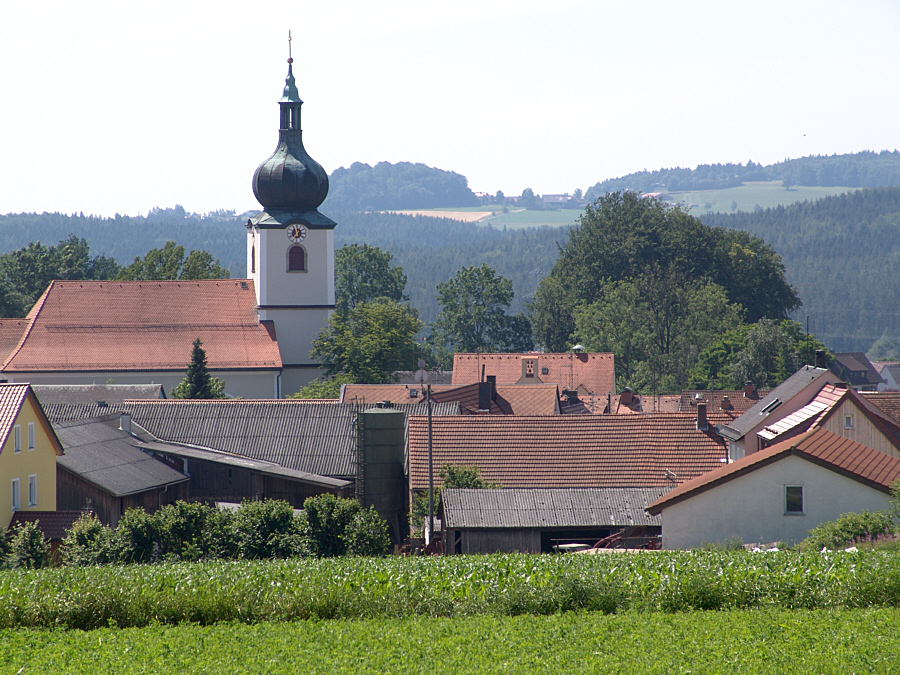
Blick auf Konnersreuth

## Wirtschaft und Infrastruktur

### Wirtschaft einschließlich Land- und Forstwirtschaft
Im Jahre 2022 gab es nach der amtlichen Statistik in der Land- und Forstwirtschaft acht und im produzierenden Gewerbe 321 sozialversicherungspflichtige Beschäftigte am Arbeitsort. In sonstigen Wirtschaftsbereichen waren am Arbeitsort 142 Personen sozialversicherungspflichtig beschäftigt. Sozialversicherungspflichtig Beschäftigte am Wohnort gab es insgesamt 767. Im verarbeitenden Gewerbe gab es einen Betrieb, im Bauhauptgewerbe vier Betriebe. Zudem bestanden im Jahr 2020 38 landwirtschaftliche Betriebe mit einer landwirtschaftlich genutzten Fläche von 1250 Hektar. Davon waren 878 Hektar Ackerfläche und 372 Hektar Dauergrünfläche. Das Backhaus Kutzer mit seinen über 50 Filialen hat seinen Sitz und Ursprung in Konnersreuth.

### Bildung
Es gibt folgende Einrichtungen (Stand 2023):
- eine Kindestageseinrichtung: 77 genehmigte Betreuungsplätze, 70 betreute Kinder
- eine Grund- und Hauptschule (Volksschule): drei Lehrkräfte, 69 Schülerinnen und Schüler

## Persönlichkeiten

### Söhne und Töchter des Ortes
- Liberat Weiß (1675–1716), seliggesprochener Pater, Franziskaner (OFM), der am 3. März 1716 nahe Gondar (Äthiopien) gesteinigt wurde
- Therese Neumann (1898–1962), genannt Resl von Konnersreuth, Tochter eines Schneiders in Konnersreuth und Bauernmagd, berühmt durch ihre Stigmatisationen, die seit 1925 aufgetreten sein sollen und zu einem Besucherandrang in Konnersreuth geführt haben.
- Ferdinand Neumann (1911–1999), bayerischer Politiker und Bruder der Therese Neumann, genannt „Resl von Konnersreuth“

### Persönlichkeiten, die mit dem Ort in Verbindung stehen
- Joseph Naber (1870–1967), katholischer Pfarrer in Konnersreuth zu Lebzeiten der Therese Neumann
- Fritz Gerlich (1883–1934), Journalist, veröffentlichte zwei Bücher über Therese Neumann, ermordet im KZ Dachau
- Alois Grillmeier SJ (1910–1998), römisch-katholischer Theologe und Kardinaldiakon
- Josef Hanauer (1913–2003), katholischer Pfarrer in Regensburg und Publizist
- Otmar Seidl (* 1944), Gutachter im Fall Therese Neumann, Internist, Psychoanalytiker und Soziologe
- Dietmar Hamann (* 1973), Fußballspieler, wuchs in Konnersreuth auf
- Paramahamsa Yogananda (1893–1952), indischer Yogameister, beschrieb den Besuch in Konnersreuth in seiner Autobiografie[13]